# Wiesbadens stadsslott

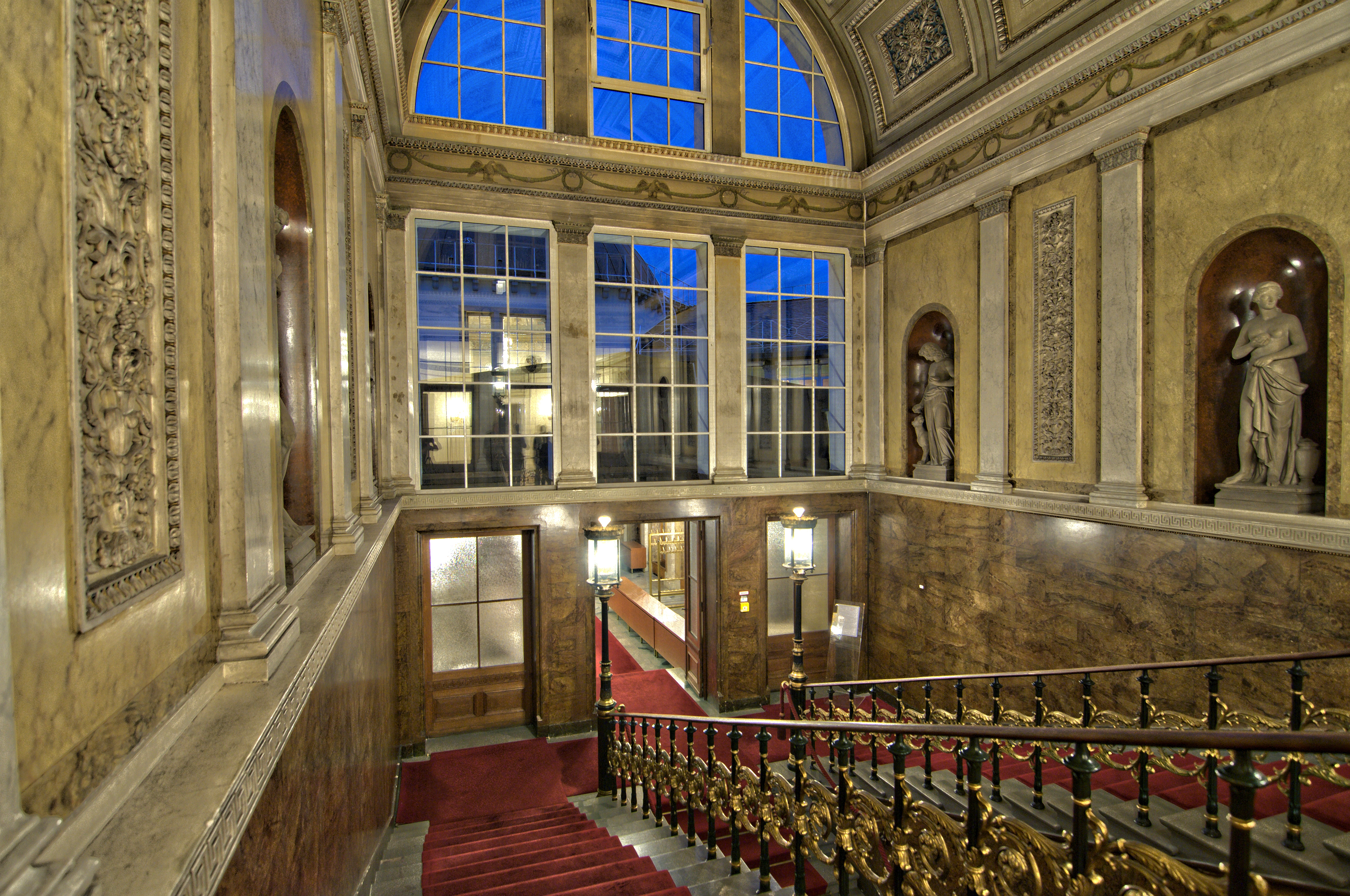
Ingången sedd inifrån slottet.

Wiesbadens stadsslott är ett klassicistiskt slott i Wiesbaden, Tyskland, uppfört 1837 till 1841 som residensslott för hertigarna av Nassau. Det ligger vid Schloßplatz. 
Sedan 1949 är slottet säte för Hessens lantdag.